# Luca Marenzio

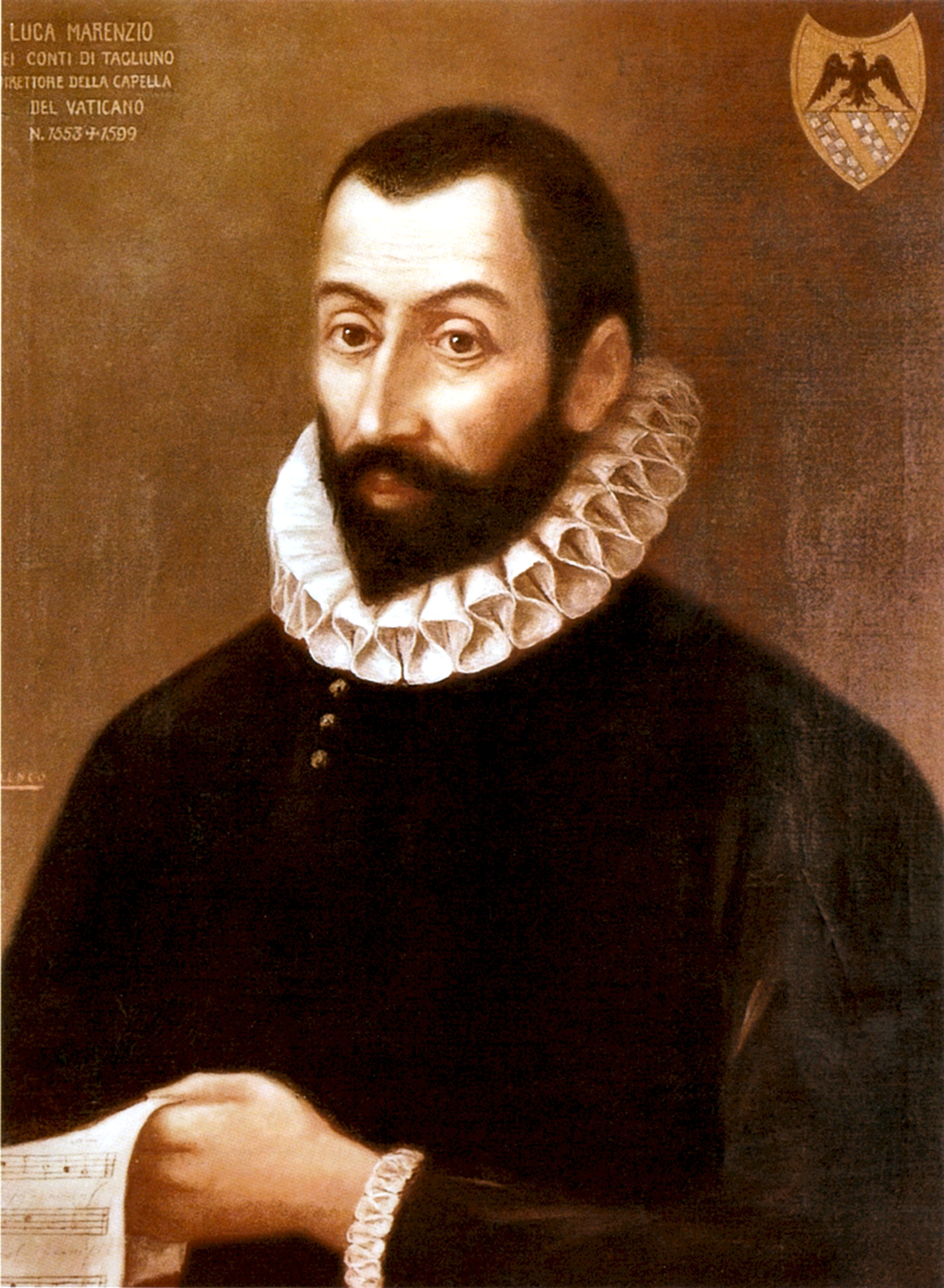
Retrato de Luca Marenzio, Brescia,

Luca Marenzio o Marentio (Coccaglio, Brescia, 18 de octubre de 1553-Roma, 22 de agosto de 1599) fue un compositor italiano del renacimiento tardío, uno de los más renombrados de su época por la composición de madrigales, antes de la transformación estilística que -ya en el Barroco - les imprimió Monteverdi.

## Biografía
Después de una primera formación en Brescia, pasó varios años en Mantua y finalmente se mudó a Roma, donde estuvo empleado como cantante por el cardenal Cristoforo Madruzzo hasta 1578. Después de la muerte del cardenal, sirvió en la corte de Luis de Este, momento en que comienza a obtener reputación como compositor. 
Para 1581 se había vuelto inmensamente popular, tal era la frecuencia en que sus obras eran reimpresas, incrementándose asimismo la aparición de sus madrigales en antologías. 
En 1587 marcha a Florencia, donde entra al servicio de Fernando I de Médici, gran duque de Toscana por dos años. En 1589 vuelve a Roma, donde pasa casi todo el resto de su vida, salvo un viaje a Polonia de 1596 a 1597, donde sirvió en la corte de Segismundo III en Varsovia. Según fuentes de la época, el viaje a Polonia arruinó su salud, y Marenzio murió en Roma en 1599 al poco de regresar de aquel país.

## Música
Aunque Marenzio escribió algo de música sacra en la forma de motetes y "madrigales espirituales" , la gran mayoría de su obra, y su principal legado, es sin duda su enorme producción de madrigales, que varían en estilo y técnica a lo largo de sus dos décadas de carrera como compositor.
Marenzio publicó por lo menos quince colecciones de música, la mayoría madrigales, pero también canzonettas y villanellas 
Se conocen actualmente cerca de 500 composiciones de su autoría. Todas ofrecen una creciente seriedad a través de su vida, pero en todas sus épocas de compositor fue capaz de incluir los más maravillosos temas en una composición, a veces con una simple frase. Su música raramente resulta mal articulada, ya que sigue acabadamente los textos de los poemas que se cantan. 
En su última década escribió obras no ya serias, sino casi sombrías, pero experimentó con el cromatismo, una estupenda manera solo superada por Gesualdo.
En uno de sus madrigales, modula completamente alrededor de las quintas en una sola frase, usando notas enarmónicas entre voces (por ejemplo, Do sostenido y Re bemol al mismo tiempo), imposibles de cantar sin optar por una aproximación a una afinación equivalente. 
Otra característica de su estilo, y definitoria del género del madrigal, es su uso del "madrigalismo", técnica por la que se refleja en la música una palabra, frase o sus implicaciones. Esta técnica fue muy utilizada por su efecto dramático y emocional, que no puede pasar desapercibido para el oyente.

## Influencia
Marenzio influyó fuertemente en los compositores italianos, así como en el resto de Europa. Como ejemplo, cuando Nicholas Yonge publicó en 1588 en Inglaterra su libro de "Música transalpina", primera colección de madrigales editada en aquel país, las obras de Marenzio ocupaban más de media colección. 

## Trabajos
Madrigales
Libro IX (Il Nono Libro de Madrigali), a 5 Voces (1599), Venecia (Impreso por Angelo Gardano)
1. Così Nel Mio Parlar (Texto: Dante Alighieri de "Rime")
2. Amor, I’ Ho (Texto: F. Petrarca de "Canzoniere")
3. Dura Legge D’Amor (Texto: F. Petrarca de "Triumphus Cupidinis")
4. Chiaro Segno Amor Pose (Texto: F. Petrarca de "Canzoniere")
5. Se Sì Alto Pon Gir (Texto: F. Petrarca de "Canzoniere")
6. L’Aura Che’l Verde Lauro (Texto: F. Petrarca de "Canzoniere")
7. Il Vago e Bell’Armillo (Texto: L. Celiano de "Rime")
8. Solo e Pensoso (Texto: F. Petrarca de "Canzoniere")
9. Vivo In Guerra (Texto: A. Ongaro de "Scelta di Rime")
10. Fiume Ch’a L’Onde (Texto: A. Ongaro de "Scelta di Rime")
11. Parto o Non Parto? (Texto: Giovanni Battista Guarini de "Rime")
12. Credete Voi Ch’i’ Viva (Texto: Giovanni Battista Guarini de "Rime")
13. Crudele, Acerba (Texto: F Petrarca de "Canzoniere")
14. La Bella Man Vi Stringo (Texto: B. Guarini de "Rime")

## Grabaciones
Luca Marenzio: Il Nono Libro de Madrigali [Glossa GCD 920906]. La Venexiana, Claudio Cavina (Dir.). Glossa Music, 1999.